# Fußball-Weltmeisterschaft 2010/Italien
Dieser Artikel behandelt die Italienische Fußballnationalmannschaft bei der Fußball-Weltmeisterschaft 2010 in Südafrika.

## Qualifikation
Die Italiener starteten mit einem späten Sieg auf Zypern erfolgreich in die WM-Qualifikation. Der Siegtreffer durch Antonio Di Natale fiel erst in der Nachspielzeit. Auch die zweite Partie in ihrer Qualifikationsgruppe 8 gewannen die Italiener, beim 2:0-Heimsieg über Georgien konnte sich Daniele De Rossi als Doppeltorschütze auszeichnen lassen. Auch in den folgenden sechs Partien kassierten die Italiener nie mehr als ein Gegentor. Kurios war dabei die siebte Partie der Italiener auswärts in Tiflis, als der AC Mailand-Verteidiger Kacha Kaladse mit zwei Eigentoren für den Sieg der italienischen Gäste sorgte.
Die zweitletzte Partie der Qualifikation in Irland endete mit einem verdienten 2:2-Unentschieden. Nachdem die Iren nach wenigen Minuten durch Glenn Whelan in Führung gingen, erzielte der Juventus-Spieler Mauro Camoranesi vor den Pause den Ausgleich. Kurz vor dem Ablauf der regulären Spielzeit gelang dem Abwehrspieler Sean St. Ledger das erneute Führungstor für Irland, doch Alberto Gilardino sorgte kurz darauf mit dem Ausgleich, dass den Italienern die Qualifikation für die WM 2010 nicht mehr zu nehmen war.
Im abschließenden Heimspiel gegen Zypern schienen die Gäste die Ungeschlagenheit der Italiener zu brechen, nachdem sie durch Konstantinos Makridis und Chrysostomos Michail bis zur 78. Minute mit zwei Toren führten. Alberto Gilardino sorgte mit einem Hattrick für den letztlich späten, dennoch verdienten Heimsieg der Italiener. Mit 24 Punkten belegte die italienische Nationalmannschaft den ersten Rang in ihrer Qualifikationsgruppe. Der Titelverteidiger startete die Weltmeisterschaft 2010 in einer Gruppe mit Paraguay, Neuseeland und der Slowakei.
|  | Zypern – Italien                                                                |  | 1:2 (1:1) |
|  | Torschützen: Efstathios Aloneftis; Antonio Di Natale (2)                        |  |           |
|  | Italien – Georgien                                                              |  | 2:0 (1:0) |
|  | Torschützen: Daniele De Rossi (2)                                               |  |           |
|  | Bulgarien – Italien                                                             |  | 0:0       |
|  | Torschützen: Fehlanzeige                                                        |  |           |
|  | Italien – Montenegro                                                            |  | 2:1 (2:1) |
|  | Torschützen: Alberto Aquilani (2); Mirko Vucinic                                |  |           |
|  | Montenegro – Italien                                                            |  | 0:2 (0:1) |
|  | Torschützen: Andrea Pirlo, Giampaolo Pazzini                                    |  |           |
|  | Italien – Irland                                                                |  | 1:1 (1:0) |
|  | Torschützen: Vincenzo Iaquinta; Robbie Keane                                    |  |           |
|  | Georgien – Italien                                                              |  | 0:2 (0:0) |
|  | Torschützen: Kacha Kaladse (2 Eigentore)                                        |  |           |
|  | Italien – Bulgarien                                                             |  | 2:0 (2:0) |
|  | Torschützen: Fabio Grosso, Vincenzo Iaquinta                                    |  |           |
|  | Irland – Italien                                                                |  | 2:2 (1:1) |
|  | Torschützen: Glenn Whelan, Sean St. Ledger; Mauro Camoranesi, Alberto Gilardino |  |           |
|  | Italien – Zypern                                                                |  | 3:2 (0:1) |
|  | Torschützen: Alberto Gilardino (3); Konstantinos Makridis, Chrysostomos Michail |  |           |

## Italienisches Aufgebot
Der italienische Nationaltrainer Marcello Lippi gab am 1. Juni 2010 das aus 23 Spielern bestehende Aufgebot bekannt.
Aus dem ursprünglichen 30-Mann-Kader strich Lippi vorzeitig die beiden Juventus-Akteure Fabio Grosso und Antonio Candreva. Bei der Bekanntgabe des endgültigen Aufgebots verzichtete er zudem auf die Dienste von Salvatore Sirigu, Mattia Cassani, Andrea Cossu, Marco Borriello und Giuseppe Rossi.
| Nr.               | Name                | Verein vor WM-Beginn | Geburtstag | Spiele   | Tore     |          |          |          |          |
| Torhüter          | Torhüter            | Torhüter             | Torhüter   | Torhüter | Torhüter | Torhüter | Torhüter | Torhüter | Torhüter |
| ----------------- | ------------------- | -------------------- | ---------- | -------- | -------- | -------- | -------- | -------- | -------- |
| 1                 | Gianluigi Buffon    | Juventus Turin       | 28.01.1978 | 1        | 0        | 0        | 0        | 0        |          |
| 12                | Federico Marchetti  | Cagliari Calcio      | 07.02.1983 | 3        | 0        | 0        | 0        | 0        |          |
| 14                | Morgan De Sanctis   | SSC Neapel           | 26.03.1977 | 0        | 0        | 0        | 0        | 0        |          |
| Abwehrspieler     |                     |                      |            |          |          |          |          |          |          |
| 2                 | Christian Maggio    | SSC Neapel           | 11.02.1982 | 1        | 0        | 0        | 0        | 0        |          |
| 3                 | Domenico Criscito   | CFC Genua            | 30.12.1986 | 3        | 0        | 0        | 0        | 0        |          |
| 4                 | Giorgio Chiellini   | Juventus Turin       | 14.08.1984 | 3        | 0        | 1        | 0        | 0        |          |
| 5                 | Fabio Cannavaro     | Juventus Turin       | 13.09.1973 | 3        | 0        | 1        | 0        | 0        |          |
| 13                | Salvatore Bocchetti | CFC Genua            | 30.11.1986 | 0        | 0        | 0        | 0        | 0        |          |
| 19                | Gianluca Zambrotta  | AC Mailand           | 19.02.1977 | 3        | 0        | 0        | 0        | 0        |          |
| 23                | Leonardo Bonucci    | AS Bari              | 01.05.1987 | 0        | 0        | 0        | 0        | 0        |          |
| Mittelfeldspieler |                     |                      |            |          |          |          |          |          |          |
| 6                 | Daniele De Rossi    | AS Rom               | 24.07.1983 | 3        | 1        | 0        | 0        | 0        |          |
| 8                 | Gennaro Gattuso     | AC Mailand           | 09.01.1978 | 1        | 0        | 0        | 0        | 0        |          |
| 15                | Claudio Marchisio   | Juventus Turin       | 19.01.1986 | 2        | 0        | 0        | 0        | 0        |          |
| 16                | Mauro Camoranesi    | Juventus Turin       | 04.10.1976 | 2        | 0        | 1        | 0        | 0        |          |
| 17                | Angelo Palombo      | Sampdoria Genua      | 25.09.1981 | 0        | 0        | 0        | 0        | 0        |          |
| 21                | Andrea Pirlo        | AC Mailand           | 19.05.1979 | 1        | 0        | 0        | 0        | 0        |          |
| 22                | Riccardo Montolivo  | AC Florenz           | 18.01.1985 | 3        | 0        | 0        | 0        | 0        |          |
| Stürmer           |                     |                      |            |          |          |          |          |          |          |
| 7                 | Simone Pepe         | Udinese Calcio       | 30.08.1983 | 3        | 0        | 1        | 0        | 0        |          |
| 9                 | Vincenzo Iaquinta   | Juventus Turin       | 21.11.1979 | 3        | 1        | 0        | 0        | 0        |          |
| 10                | Antonio Di Natale   | Udinese Calcio       | 13.10.1977 | 3        | 1        | 0        | 0        | 0        |          |
| 11                | Alberto Gilardino   | AC Florenz           | 05.07.1982 | 2        | 0        | 0        | 0        | 0        |          |
| 18                | Fabio Quagliarella  | SSC Neapel           | 31.01.1983 | 1        | 1        | 1        | 0        | 0        |          |
| 20                | Giampaolo Pazzini   | Sampdoria Genua      | 02.08.1984 | 1        | 0        | 0        | 0        | 0        |          |
| Trainer           |                     |                      |            |          |          |          |          |          |          |
|                   | Marcello Lippi      |                      | 12.04.1948 |          |          |          |          |          |          |

## Spiele

### Vorrunde
| Rang | Land       | Tore | Punkte |
| ---- | ---------- | ---- | ------ |
| 1    | Paraguay   | 3:1  | 5      |
| 2    | Slowakei   | 4:5  | 4      |
| 3    | Neuseeland | 2:2  | 3      |
| 4    | Italien    | 4:5  | 2      |

Die Squadra Azzurra konnte die Erwartungen des Verbandes nicht erfüllen. Bereits im ersten Gruppenspiel geriet die Mannschaft gegen Paraguay in Rückstand. Zudem fiel mit Gianluigi Buffon der Stammtorhüter für die komplette Vorrunde aus und wurde danach durch Federico Marchetti ersetzt. Nach einer Steigerung sicherte sich die Auswahl im Auftaktspiel zumindest noch einen Punkt.
Auch die zweite Partie war wenig erfolgreich geprägt, der Ersatztorhüter Marchetti wurde bereits nach wenigen Minuten durch Shane Smeltz bezwungen. Die zu keinem Zeitpunkt überzeugende Mannschaft sicherte sich erst durch ein Elfmetertor das Unentschieden. Im letzten Gruppenspiel gegen die Slowakei geriet die italienische Auswahl abermals in Rückstand. Die sowohl offensiv als auch defensiv bemühte Mannschaft agierte in der Folge ohne Durchschlagskraft. Nach dem zweiten Tor für die Slowaken entwickelte sich ein dramatisches Spiel. Es folgte der Anschlusstreffer für Italien, der Ausgleichstreffer wurde wegen angeblichen Abseits' aberkannt. Daraufhin erzielte die Slowakei ein drittes Tor und der erneute Anschlusstreffer zum 3:2 in der Nachspielzeit kam zu spät. Dabei hätte Italien ein Unentschieden genügt, um mit der geringstmöglichen Punktzahl in ihrer Gruppe weiterzukommen.
Trainer Marcello Lippi trat nach dem Ausscheiden als italienischer Nationaltrainer zurück, als neuer Commissario Tecnico übernahm Cesare Prandelli die Squadra Azzurra. Gennaro Gattuso und Fabio Cannavaro traten ebenfalls aus der Nationalelf zurück.
- Montag, 14. Juni 2010, 20.30 Uhr in Kapstadt
 Italien –  Paraguay 1:1 (0:1)
- Sonntag, 20. Juni 2010, 16 Uhr in Nelspruit
 Italien –  Neuseeland 1:1 (1:1)
- Donnerstag, 24. Juni 2010, 16 Uhr in Johannesburg
 Slowakei –  Italien 3:2 (1:0)